# Olympische Jugend-Winterspiele 2016/Teilnehmer (Libanon)
| Gelbes Symbol für Goldmedaillen mit stilisierten Olympischen Ringen | Graues Symbol für Silbermedaillen mit stilisierten Olympischen Ringen | Braundes Symbol für Bronzemedaillen mit stilisierten Olympischen Ringen |
| ------------------------------------------------------------------- | --------------------------------------------------------------------- | ----------------------------------------------------------------------- |
| —                                                                   | —                                                                     | —                                                                       |

Der Libanon nahm an den Olympischen Jugend-Winterspielen 2016 in Lillehammer mit zwei Athleten in einer Sportart teil.

## Sportarten

### Ski Alpin
| Jungen       |              |             |     |                    |                    |                    |                    |
| Jeffrey Zina | Super-G      |             |     |                    |                    | 1:18,69 min        | 44                 |
| Jeffrey Zina | Riesenslalom | DNF         | DNF | nicht qualifiziert | nicht qualifiziert | nicht qualifiziert | nicht qualifiziert |
| Jeffrey Zina | Slalom       | 56,42 s     | 37  | 55,50 s            | 29                 | 1:51,92 min        | 29                 |
| Jeffrey Zina | Kombination  | 1:18,74 min | 42  | 45,68 s            | 24                 | 2:04,42 min        | 26                 |
| Mädchen      |              |             |     |                    |                    |                    |                    |
| Sonia George | Riesenslalom | 1:33,56 min | 36  | 1:30,31 min        | 31                 | 3:03,87 min        | 31                 |
| Sonia George | Slalom       | 1:09,99 min | 36  | 1:05,36 min        | 29                 | 2:15,35 min        | 29                 |